# Janez V. Arkelski
Janez V. Arkelski (11. september 1362 v Gorinchemu – 25. avgust 1428 v Leerdamu ) je bil gospod Arkelski, Haastrechtski in Hagesteinski ter guverner Holandije, Zelandije in Zahodne Frizije. Bil je sin gospoda Otona Arkelskega in njegove žene Elizabete Bar-Pierrepontske.

## Življenje

### Mlada leta
Bil je sin Otona Arkelskega in Elizabete Bar-Pierrepontske. Okoli leta 1376 se je poročil z Ivano Jüliško in kot darilo za doto od svoje tašče Marije Gelderske prejel dedno pravico do »Dežele Mechelen«, od svojega očeta pa posest Hagestein kot lastnino, od svoje matere pa je podedoval posest » Pierrepont" na Mozeli. Pozimi 1386-1387 je Arkelski sodeloval v "Pruski križarski vojni" pod vodstvom svojega strica Viljema I. Gelderskega in Viljema Holandskega. V obdobju 1387-1390 se je na očetovi strani bojeval v kopenskem spopadu z gospodi Vianenskimi. To se je nanašalo na posest vasi, kot so Meerkerk, Hoog Blokland, Zijdervelt in Ameide, ki so vse pripadale Arkelskim. Leta 1380 je pridobil gospostvo Haastrecht in leta 1382 Hagestein.
Od leta 1390 se je pridružil dvornemu svetu holandskega grofa Albrehta Bavarskega in opravljal službo mojstra kovnice in guvernerja. Med "uporom Trnkov 1391-1393" v vojnah trnka in trske se je položaj Janeza V. okrepil, ker je bil Albreht Bavarski v sporu s svojim sinom Viljemom Bavarskim po umoru Aleide Poelgeestske. Vendar se je to spremenilo po letu 1396, ker se je Viljem VI. Holandski pomiril z očetom. Ko je leta 1396 po očetu podedoval Arkel, je postal član dvornega sveta holandskega grofa. Poleti 1398 je Arkelski sodeloval v "frizijski kampanji" pod Albrechtom Bavarskim .
Janez V. Arkelski je stopil na stran Alberta I. in "Trsk". Med pohodom v Zahodno Frizijo je Janez V. prišel v konflikt z Albertovim sinom, Viljemom VI., ki se je postavil na stran "Trnkov". Albert je svojega očeta obvestil, da Janez ni več zvest zaveznik in Janez se je razglasil za neodvisnega ter zavrnil sodelovanje v nadaljnjih akcijah proti Frizijcem.

### Arkelske vojne 1401-1412
Spomladi 1401 Janez V. Arkelski več ne priznava svojega "vazalstva" Albrehtu Bavarskemu, grofu Holandskemu in kmalu zatem je Janez V. začel ropati v Alblasserwaardu in Krimpenerwaardu. Tudi Viljem Oostervant (Albrehtov sin) je začel ropati, vendar v deželi Arkel. Posledica je bila Arkelska vojna (1401-1412), ki doseže svoj prvi vrhunec z obleganjem Gorinchema leta 1402. Po 12 tednih obleganja se je moral Arkelski prikloniti in opravičiti Albrehtu Bavarskemu in Viljemu Oostervantu. Albreht je mislil, da je kazen zadostna. Grof je umrl decembra 1404. Naslednik, njegov sin Viljem Oostervant je leta 1405 znova začel sovražnosti z obleganjem gradu Hagesteina in Gasperdena, ki ga je branil Janez »nezakonski« Arkelski, polbrat Janeza V. . 
Po padcu Hagesteina je mestni svet Gorinchema želel odstaviti gospoda Arkelskega in za vodjo predlagati njegovega sina Viljema Arkelskega. Janez V. je poiskal podporo pri svojem svaku Renaldu IV. Gelderskemu in mu leta 1407 zastavil deželo Arkelsko, v zameno pa prejel trg Ooyen. Janez V. je uspel zdržati do leta 1412 , a so ga pregnali v Vuren , kjer so ga ujeli. Gospostvo Vuren, fevd Gelderskih vojvod, ki je prišlo v roke mlajše veje Arkelskih, gospodov Asperenskih , ki so zgradili grad Tumelenborch malo zahodno od stare cerkve na Waaldijku. Zaradi te povezave med Arkelom se je gospostvo Vuren in gospodje Asperenski vključili v Arkelsko vojno med Janezom Arkelskim in nizozemskim grofom.
Leta 1412 je bila vojna končana s podpisom miru v Wijk bij Duurstede. Dežela Arkelska se je vrnila h grofiji Holandiji in Gelders je prejel pavšalno plačilo v višini 100.000 francoskih kron.
Grad v Gorinchemu je bil porušen leta 1413. Južno od mestnega obzidja je bil zgrajen nov grad za holandske grofe.

### Ujetništvo 1415-1428
Kljub temu, da je Janez V. Arkelski izgubil svoje posesti v grofiji Holandiji, je sam ostal nekaznovan, razen če bi stopil na holandska tla: takrat bi ga lahko zaprli. Leta 1415 je v bitki pri Azincourtu umrl Anton Brabantski. Njegovega pogreba v Bruslju se je udeležil tudi Janez Arkelski. Na poti domov ga je blizu Zevenbergena nenadoma zajel Geert Strijenski in ga odpeljal v Holandijo. V Haagu so ga zaprli v Gevangenpoort in ga tam zasliševali o morebitnem uporu proti Viljemu VI. Holandskemu. Leta 1417 so Arkelskega preselili v zapor v Goudo. Njegov sin Viljem Arkelski je decembra istega leta poskušal izvesti prevzem oblasti v Gorinchemu, in bil pri tem ubit. Woudrichemska pogodba iz leta 1419 je določala, da so Janeza Arkelskega premestili iz zapora v Goudi v Zevenbergen. V letih 1426-27 so Arkelskega izpustili iz zapora in Filip Dobri mu je dal preužitek v Schoonrewoerdu in Leerdamu, kjer je avgusta 1428 umrl. 
Moč rodbine se je s smrtjo njegovega sina Viljema in njegovo tako končala z izumrtjem, čeprav bodo potomci Marije Arkelski, hčerke Janeza V., dosegli veliko politično moč kot vojvode Gelderski.

## Poroka in potomci
18. oktobra 1376 se je Janez poročil z Ivano Jüliško, hčerko vojvode Viljema II. Jüliškega in dedinjo vojvodine Gelders. Umrla je leta 1394. Janez in Ivana sta imela dva otroka:
- Viljem Arkelski († 1. december 1417 v Gorinchemu)
- Marija († 1415, v IJsselsteinu), poročena z Janezom II., grofom Egmondom

Janez je imel štiri nezakonske otroke:
- Oton (ok. 1475 v Utrechtu) poročen z Jakobo Arkelsko in imel potomce.
- Heneke (ok. 1420) poročena z Janezom Egmontskim, gospodom Wateringena
- Dirk
- Wynand, (r. 1426) zlatar

Viljem je umrl, ko je poskušal ponovno osvojiti Gorinchem, ki je bil dolga leta v lasti Arkelskih. Bil je star med 30 in 34 let in ni imel moškega naslednika. Dežela Arkel je bila razdeljena med grofijo Holandijo in vojvodino Gelders.